# Cecil B. DeMille
Cecil Blount DeMille (født 12. august 1881, død 21. januar 1959) var en amerikansk filminstruktør, som var verdensberømt i 1910'erne og 1920'erne.

## Liv
DeMille er mest kendt for storfilm, ofte med bibelske temaer.
DeMille spiller sig selv i Sunset Boulevard, hvor Gloria Swanson siger til ham: "All right Mr. DeMille, I'm ready for my close-up."

## Udvalgte film
- The Squaw Man (1914) (filmen er den første westernspillefilm alene indspillet Hollywood)[1]
- After Five (1915)
- The Squaw Man (1918), genindspilning af filmen fra 1914; vist i Danmark under titlen Indianerpigens hvide Mand
- De ti Bud (1923)
- Kongernes konge (1927)
- Madam Satan (1930)
- Korsets tegn (1932)
- Cleopatra (1934)
- Union Pacific (1939, vandt retrospektivt Den Gyldne Palme)
- Samson og Dalila (1949)
- Verdens største show (1952; vandt Oscar for bedste film)
- De ti bud (genindspilning)

## Andet
- Golden Globe-æresprisen er opkaldt efter ham.
- Hans adoptivdatter, Katherine, var gift med Anthony Quinn.